# بنكين ريكاني
بنكين ريكاني هو سياسي عراقي (مواليد 1966) يشغل حالياً منصب وزير الإعمار والإسكان والبلديات العامة في حكومة محمد شياع السوداني منذ 3 كانون الأول (ديسمبر) 2022، إضافة إلى شغله منصب رئيس سلطة الطيران المدني العراقي منذ عام 2024. يُعد من الشخصيات البارزة في مجال الإعمار والنقل في العراق، وسبق أن تولى عدة مناصب وزارية وإدارية، وشارك في قيادة مشاريع استراتيجية على المستوى الوطني. وقبل ذلك في حكومة عادل عبد المهدي سنة 2018.
حاصل على شهادتي بكالوريوس في علوم الرياضيات والإحصاء من جامعة الموصل، وعلى القانون من جامعة بغداد.

## مناصب
على مدى سنوات نشاطه السياسي، شغل بنكين ريكاني عدة مناصب أهمها:
- وكيل وزارة النقل (2007 – 2015)
- وزير الإعمار والإسكان والبلديات العامة في حكومة عادل عبد المهدي (2018 – 2020)[5]
- وزير العدل وكالةً (2019)
- وزير الإعمار والإسكان والبلديات العامة في حكومة محمد شياع السوداني (2022 – حتى الآن)[6]
- رئيس سلطة الطيران المدني العراقي (2024 – حتى الآن)

## إنجازات
- الإشراف على مشروع فكّ الاختناقات المرورية في العاصمة بغداد، الذي يُعد من أبرز المشاريع الحضرية لتحسين البنية التحتية وتخفيف الزحام.
- قيادة المباحثات الفنية والدبلوماسية مع الاتحاد الأوروبي لرفع الحظر المفروض على الطيران المدني العراقي.
- الإشراف على ملف تطوير سكك الحديد العراقية خلال فترة عمله في وزارة النقل.
- رئاسة لجنة الإسكوا للنقل في الشرق الأوسط، وممثل العراق في اللجان الدولية المعنية بالنقل والطرق.

## الأدوار السياسية
منذ عام 2017، يُمثّل بنكين ريكاني الحزب الديمقراطي الكردستاني والرئيس مسعود بارزاني في بغداد، حيث ساهم في فتح أبواب الحوار بين بغداد وأربيل، ولعب دوراً إيجابياً في تقريب وجهات النظر وحل الخلافات العالقة بين الجانبين.

## وصلات خارجية
- اعالي الحوار مع وزير الاعمار والإسكان بنكين ريكاني على اليوتيوب